# Conto
Il conto è l'insieme di scritture relative ad un bene economico di cui si mette in evidenza la variabile e commensurabile grandezza.

## Classificazione
I conti possono essere: 
- Finanziari o elementari: conti accesi alle liquidità; conti accesi ai crediti e ai debiti; conti accesi a crediti e debiti presunti.
- Economici: conti di capitale; di reddito: conti accesi a costi e ricavi d'esercizio; conti accesi a costi e ricavi pluriennali; conti accesi a costi e ricavi sospesi; conti di risultato.

## Tipologia
Il conto si può anche distinguere in:
- Unilaterale, detto di quel conto che funziona in una sola sezione (dare e avere): il loro oggetto comporta variazioni di un solo tipo (sono conti unilaterali quasi tutti i conti economici);
- Bilaterale, detto di quel conto che funziona in entrambe le sezioni (sono conti bilaterali tutti i conti che per oggetto hanno un valore finanziario).

## Il conto corrente bancario
Un conto corrente bancario è identificato da tre numeri: ABI, CAB e numero di conto. 
Dal primo luglio 2008 è inoltre necessario fornire, per qualsiasi operazione bancaria in accredito e in addebito, il codice IBAN, composto da 27 caratteri disposti nell'ordine di: paese di appartenenza (IT), codice di identificazione ( un numero da 1 a 99), il CIN, l'ABI, il CAB e il numero di conto corrente completo.
Per il prelievo di contante dalle filiali, il cassiere procede con un pagamento a vista, non al portatore. In altre parole, non è obbligatoria l'autenticazione con un documento di identità.